# رونالد رايت
رونالد رايت (13 مارس 1903 بنورثامبتون في المملكة المتحدة - 3 يوليو 1992 بنورثامبتون في المملكة المتحدة) (بالإنجليزية: Ronald Wright)‏ هو لاعب كريكت بريطاني وبريطاني (وحمل سابقاً جنسية المملكة المتحدة لبريطانيا العظمى وأيرلندا). لعب مع نادي مقاطعة نورثامبتونشير للكريكت ‏.

## وصلات خارجية
- رونالد رايت على موقع إي آس بي آن كريك إنفو (الإنجليزية)